# Dubî, Ovruci
Dubî (în ucraineană Дуби) este un sat în comuna Slovecine din raionul Ovruci, regiunea Jîtomîr, Ucraina.

## Demografie
Componența lingvistică a localității Dubî
     Ucraineană (100%)
Conform recensământului din 2001, toată populația localității Dubî era vorbitoare de ucraineană (100%).